# Њемцовце (Прешов)
Њемцовце (слч. Nemcovce) насељено је мјесто са административним статусом сеоске општине (слч. obec) у округу Прешов, у Прешовском крају, Словачка Република.

## Становништво
| Година:    | 1994. | 2004.    | 2014.   | 2024.   |
| ---------- | ----- | -------- | ------- | ------- |
| Број људи: | 408   | 451      | 479     | 478     |
| Разлика:   |       | +10,53 % | +6,20 % | -0,20 % |

| Година:    | 2023. | 2024.   |
| ---------- | ----- | ------- |
| Број људи: | 481   | 478     |
| Разлика:   |       | -0,62 % |

Према подацима о броју становника из 2024. године насеље је имало 478 становника.